# Inoke Maraiwai
Inoke Maraiwai (ur. 6 kwietnia 1972, zm. 8 lutego 2011 w Suvie) – fidżyjski rugbysta grający na pozycji skrzydłowego i środkowego ataku, reprezentant kraju w wersji siedmioosobowej, triumfator Pucharu Świata 1997.

## Życiorys
Występując w klubie Queen Victoria School Old Boys otrzymał niespodziewanie w 1997 roku powołanie do reprezentacji kraju na Puchar Świata w Rugby 7, w którym Fidżyjczycy okazali się niepokonani zdobywając po raz pierwszy Melrose Cup. Po tym turnieju Post Fiji wydała serię znaczków upamiętniającą zwycięską drużynę, w której znajdowali się również Waisale Serevi, Taniela Qauqau, Jope Tuikabe, Leveni Duvuduvukula, Aminiasi Naituyaga, Lemeki Koroi, Marika Vunibaka, Luke Erenavula i Manasa Bari. Brał także udział w zakończonej na drugiej pozycji fidżyjskiej kampanii w sezonie 1999/2000 IRB Sevens World Series.
Ukończył Suva Grammar School oraz Queen Victoria School w Tailevu. W trakcie nauki szkolnej prócz rugby uprawiał również lekkoatletykę. Pracował jako analityk i był żonaty z Adi Varanisese Logavatu Maraiwai, siatkarką, nauczycielką i trenerką żeńskiej kadry Fidżi w siatkówce; mieli wspólnie dwójkę dzieci. Jego ojciec, Vueti Maraiwai, był zawodnikiem, a następnie trenerem rugby.
Zmarł po krótkiej chorobie w lutym 2011 roku.